# Tatvan (stad)
Tatvan (Koerdisch: Tetwan, Tux) is de grootste stad binnen de Oost-Turkse provincie Bitlis. De stad is qua oppervlakte (812 km²) en inwonersaantal (ongeveer 58.000) groter dan het provinciecentrum, Bitlis. De stad wordt voornamelijk door Koerden bevolkt.
Tatvan bevindt zich aan de westelijke oever van het Vanmeer (Koerdisch: Behra Wane).

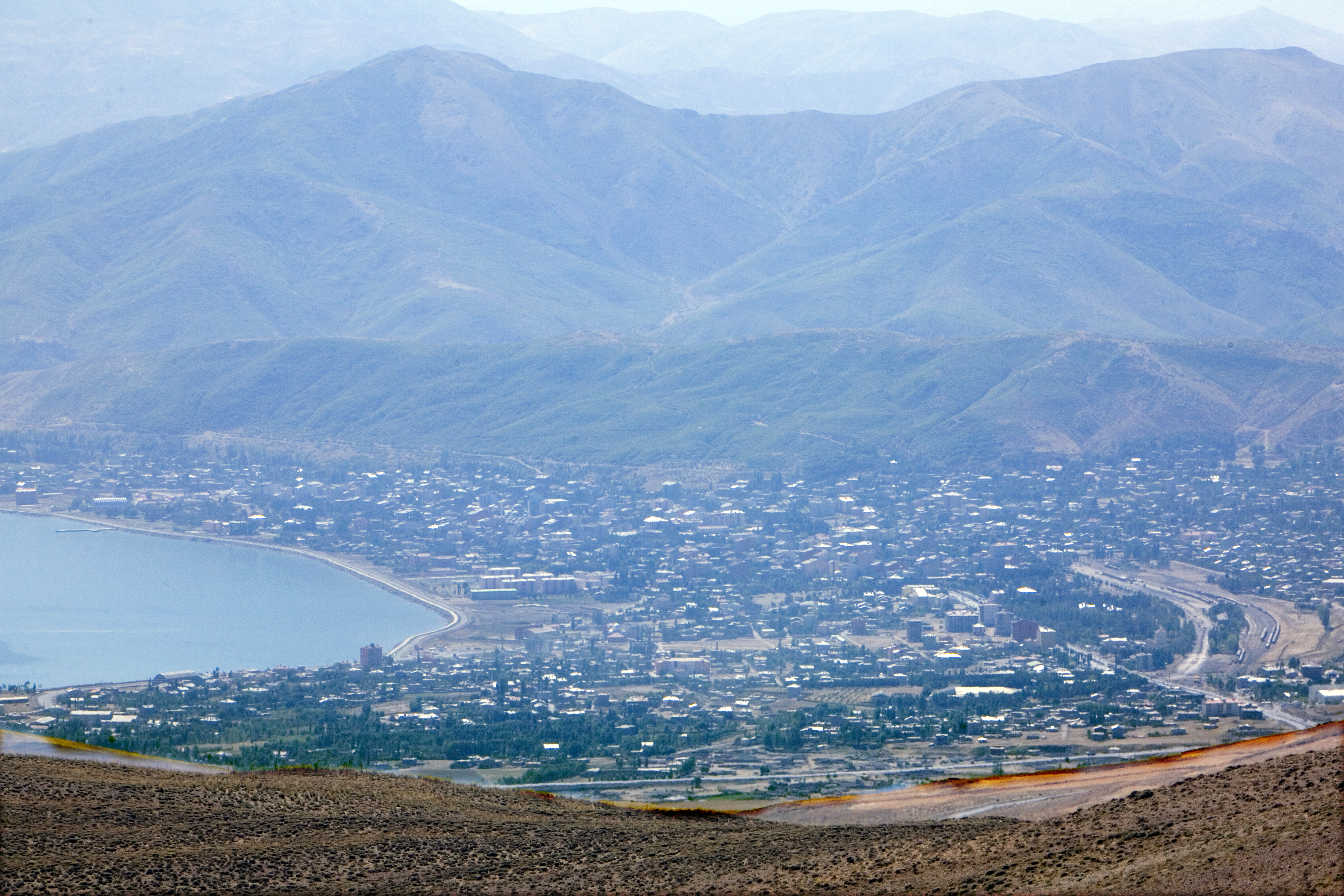
Tatvan gezien vanaf de vulkaan Nemrut Daği

- Virtual International Authority File: 13145602349101360694